# Montaulin
Montaulin település Franciaországban, Aube megyében. Lakosainak száma 818 fő (2022. január 1.). Montaulin Clérey, Courteranges, Fresnoy-le-Château, Lusigny-sur-Barse, Rouilly-Saint-Loup, Ruvigny és Verrières községekkel határos.

## Népesség
A település népességének változása:
| Lakosok száma | 374  | 538  | 573  | 701  | 806  | 810  | 807  | 809  | 812  | 818  |
|               | 1968 | 1982 | 1990 | 2006 | 2013 | 2015 | 2017 | 2019 | 2020 | 2022 |